# Quantum (album Planet X)
Quantum – studyjny album amerykańskiego zespołu muzycznego Planet X. Album trafił do sprzedaży 21 maja 2007 roku (Europa oprócz Niemiec, Austrii i Szwajcarii).

## Lista utworów
1. "Alien Hip-Hop" (muz. Donati) - 7:11
2. "Desert Girl" (muz. Donati) - 6:04
3. "Matrix Gate" (muz. Donati) - 4:08
4. "The Thinking Stone" (muz. Donati) - 4:11
5. "Space Foam" (muz. Sherinian, Donati, Philpot) - 4:45
6. "Poland" (muz. Donati) - 5:22
7. "Snuff" (muz. Donati) - 4:57
8. "Kingdom of Dreams" (muz. Donati) - 6:48
9. "Quantum Factor" (muz. Donati) - 7:09

## Twórcy
- Derek Sherinian - instrumenty klawiszowe
- Virgil Donati - instrumenty perkusyjne
- Allan Holdsworth - gitara elektryczna (utwory 2 i 4)
- Brett Garsed - gitara elektryczna
- Jimmy Johnson - gitara basowa
- Rufus Philpot - gitara basowa